# Elfriede Trautner
Elfriede Trautner (geboren am 22. Juli 1925 in Auberg, gestorben am 26. November 1989 in Linz) war eine österreichische Grafikerin.

## Leben und beruflicher Werdegang

### Kindheit und Jugend
Trautners Mutter, Anna Trautner, arbeitete als Köchin in Grundlsee, Bad Goisern und Bad Reichenhall. Elfriede Trautner wuchs im oberen Mühlviertel bei ihren Großeltern auf. Nach der Volks- und Hauptschule nahm sie an einem Handelskurs teil. Von ihrem 14. Lebensjahr an arbeitete sie als Bürokraft in der Bezirkshauptmannschaft Rohrbach, ihrem Geburtsort. 1946 zog Trautner nach Linz.

### Künstlerisch-handwerkliche Bildung
Sie erlernte bis 1949 neben ihrem Beruf die Grundlagen der Druckgrafik an der Linzer Kunstgewerbeschule bei Rudolf Hoflehner und Paul Ikrath. In den späten 1940er-Jahren besuchte sie den Maler und Grafiker Hanns Kobinger am Grundlsee, der sie in ihrer künstlerischen Betätigung unterstützte. Ab 1950 war sie 35 Jahre als Sekretärin am Linzer Brucknerkonservatorium tätig. Ihr umfangreiches Werk schuf sie neben ihrer Berufstätigkeit, vorwiegend nachts.
Ab 1954 war sie Gasthörerin an der Linzer Kunstschule bei Alfred Billy und Alfons Ortner, bei dem sie ihren Umgang mit der Radierungstechnik weiterentwickelte. 1958, 1959 und 1964 bildete sie sich an der Internationalen Sommerakademie für Bildende Kunst Salzburg weiter.

### Förderer
Elfriede Trautner wurde von einflussreichen Männern bewundert und unterstützt. Auf Männer in Machtpositionen ging sie aktiv zu und nutzte ihre Kontakte für ihr künstlerisches Weiterkommen.
Darunter waren ihre Lehrer an der Salzburger Sommerakademie Slavi Soucek und Adolf Frohner sowie der Künstler Otto Staininger, der in den 1970er-Jahren im Zentralsekretariat der Sozialistischen Partei arbeitete und die Galerie Junge Generation in Wien leitete. Mit ihm und dem Pianisten Hans Petermandl, Professor für Musik und darstellende Kunst an der Musikuniversität Wien und Begründer der Oberösterreichischen Stiftskonzerte, suchte Trautner das Gespräch über ihre Kunst. Peter Baum, ab 1973 Leiter der Neuen Galerie der Stadt Linz, und der Galerist Wilhelm Koller ermöglichten ihr Ausstellungen und damit öffentliche Wahrnehmung. Die Journalisten Peter Kraft, Otto Wutzel und Walter Beyer schrieben lobend über Trautners Werke und erhöhten ihren Bekanntheitsgrad. Als einzige Frau im Umfeld der Künstlerin ist die oberösterreichische Schriftstellerin Roswitha Reichart zu nennen, die Texte zu Trautners Werk verfasst hat.

### Künstlerische Erfolge
Ihre erste Ausstellung hatte die Künstlerin 1962 in der Galerie Kliemstein in Linz. Von 1968 bis 1973 hatte sie im Egon-Hofmann-Haus im Dörfl in Linz ein eigenes Atelier.
1973 und 1975 nahm Trautner an Malklausuren in Maria Trost bei Graz teil. Sie beschäftigte sich in dieser Zeit mit fernöstlichen Philosophien und Meditationen.
Trautners Einzelausstellung in der Galerie Hofstöckl, Linz, von 1978 gilt als erste Retrospektive der Künstlerin. Die Medien sprachen ihr zu diesem Zeitpunkt bereits einen „Platz  in der Spitzengruppe der österreichischen Graphiker“ zu.
1980 wurde ihr der Professorinnentitel verliehen.

## Grundzüge des Werks

### Technik
Trautner probierte eine Vielzahl von Techniken aus. Sie begann mit subtilen Federzeichnungen und zarten Aquarellen und fertigte danach ein knappes Dutzend sehr dunkle, ernste Ölbilder an. Auf dem Feld der Druckgrafik bewegte sie sich im Bereich Eisenätzung, aber auch Lithographie.
Ab 1956 wurde die Kaltnadelradierung zu Trautners wichtigstem künstlerischen Ausdrucksmedium. In dieser Technik fertigte Trautner mehr als 300 Werke an. Sie verwendete nicht wie üblich Kupferplatten als Druckträger, sondern benutzte Zink, das leichter zu bearbeiten ist und subtilere Zwischentöne ermöglicht. Zink ist für hohe Auflagen nicht geeignet, weil es weich und schon nach wenigen Abzügen ausgedruckt ist. Mit wenigen Ausnahmen existieren von Trautners Radierungen daher auch nur zwischen zwei und höchstens acht Abzüge. Trautner skizzierte ihre Werke nicht vor, sondern arbeitete mit hoher Geschwindigkeit direkt auf die Platte. Jeden Abzug stellte sie eigenhändig her oder überwachte den Prozess. Ab und zu arbeitete sie auch zwischen den Abzügen an der Platte weiter, verwendete verschiedene Farben oder nahm den Zusammendruck mehrerer Platten vor. Auf einem Blatt gibt es oft mehrere Bildfelder, die durch Linien voneinander abgegrenzt sind. Häufig werden auch zwei Platten nebeneinander für einen Abdruck verwendet.
Die Binnengestaltung der Objekte ist in Trautners Radierungen sehr vielfältig und bricht die glatten Konturen immer wieder auf. Linienverdichtungen schaffen Akzente. Linienbahnen, die wie gekämmte Haare aussehen, sind ein Charakteristikum von Trautners Blättern. Durch die Beschränkung auf Schwarz und Weiß, Hell und Dunkel präsentiert die Künstlerin alle Bildelemente in einer gewissen Gleichwertigkeit.
Die Bildtitel geben Assoziationsmöglichkeiten. Häufig verwendet Trautner dafür Eigenschaftswörter.
In ihren letzten Lebensjahren arbeitete Trautner, die an Krebs litt, krankheitsbedingt nur noch in Mischtechnik. Ab 1978 zog sich Trautner in ihrem künstlerischen Schaffen immer mehr in eine innere, sensitiv-vergeistigte Welt zurück.

### Motive
Trautners künstlerisches Lebenswerk zeigt, wie sie als Frau die sozialen Strukturen im Linz der 1960er und 1970er Jahre wahrnahm und bewältigte.  Zentrale Themen waren die Rolle der Frau, die wachsende Technisierung und die Zerstörung der Natur.
In ihren Werken finden sich viele Spuren ihrer schwierigen Kindheit. Häufig taucht vor allem im Puppenzyklus (1968 bis 1970) das Motiv der Puppe auf, mal zerbrochen, mal intakt. Werke wie Die Puppe in der Falle (1969) oder thematisieren das Ausgesetztsein in einer (frauen-)feindlichen Welt
Ab 1965 rückte die Emanzipationsbewegung mehr und mehr ins Zentrum ihrer Kunst. Ein Beispiel hierfür ist die Kaltnadelradierung Das Mal auf Büttenpapier. Sie stammt aus dem Jahr 1970 und wurde im Dezember 1974 durch den Vorgänger des Lentos Kunstmuseums in Linz, der Neuen Galerie der Stadt Linz, von der Künstlerin gekauft. Zu sehen ist eine Frau, die unter ihrem Mantel unbekleidet ist. Eine Brust liegt offen da, weil der Mantel an dieser Stelle aufgeschlitzt ist. Rechts neben ihr steht ein Mann, dessen Gesicht nur als Oval mit einem X erscheint; seine Identität ist offen. Seine Hand ist zur Faust geballt, der Daumen zeigt nach unten und wertet damit die Frau ab. Diese schaut starr auf die Faust. Die Geste ist als Metapher für die Unterdrückung von Frauen, für körperliche, seelische und verbale Gewalt zu lesen.
Trautners teilweise beißender Spott wird am Beispiel der Radierung Die Brüder, die den Frühling nicht sehen deutlich. Trautner verarbeitete hier ein persönliches Erlebnis: Auf einem Spaziergang kamen der Künstlerin zwei Brüder entgegen, die dumme Witze erzählten und achtlos die zarten Frühlingsblumen zertraten. Kunst wird hier zum Ausgleichsventil.
In vielen Blättern legt Trautner das menschliche Gehirn frei und stellt nicht selten Gegenstände zur Raum- und Zeitmessung, Lineal und Uhr, daneben. Diese Objekte wirken angesichts der Vielzahl der verschlungenen Gehirnwendungen hilflos. Zeiger lösen sich auf, Gesichter verformen sich.
Im Bilderzyklus Dinge armer Leute nutzt Trautner Gegenstände nicht für eine soziale Anklage, sondern bringt sie in einen Dialog.

## Ausstellungen
Elfriede Trautners Werke wurden ab 1960 in privaten und öffentlichen Galerien insbesondere in Oberösterreich, Salzburg und in der Steiermark im Rahmen von Einzelausstellungen ausgestellt und bereicherten auch immer wieder Gruppenausstellungen u. a. in Wien und in Oberösterreich (Auswahl):
- 1973: Einzelausstellung Forum Stadtpark, Graz
- 1976: Einzelausstellung Kulturzentrum Maria Hilf, Graz[3]
- 1978: Einzelausstellung in der Galerie Hofstöckl, Linz. Die Ausstellung galt als erste Retrospektive der Künstlerin.[1]
- 1982: Einzelausstellung Oberösterreichischer Kunstverein, Ursulinenhof, Linz[3]
- 1984: Nordico – Museum der Stadt Linz, Teilnahme an der Ausstellung Paul Ikrath und seine Schüler[1]

## Auszeichnungen (Auswahl)
- 1965: Förderpreis für Bildende Kunst in Oberösterreich
- 1987: Kulturpreis des Landes Oberösterreich
- 1987: Österreichisches Ehrenkreuz für Wissenschaft und Kunst[1]

## Würdigung
In bedeutenden Grafikmuseen wie der Wiener Albertina wurde Trautner nicht ausgestellt, was wohl auch auf ihre Bescheidenheit zurückzuführen ist. So blieb ihr der große Durchbruch trotz ihrer Kontakte und ihres Könnens verwehrt. Heute befindet sich ihr Werk in Privatbesitz und in verschiedenen Museen in Linz. Der Umfang des Werks wird auf etwa 500 Zeichnungen geschätzt.
Trautners meisterhafte Beherrschung der Kaltnadelradiertechnik und ihre zeitkritischen Motive sind die Grundlage dafür, dass die Künstlerin als eine der wichtigsten Persönlichkeiten im Bereich der österreichischen Grafikkunst der 1970er- und 1980er-Jahre angesehen wird.
In Linz wurde 1995 der Trautnerweg nach ihr benannt.